# Rettangolo di Berna

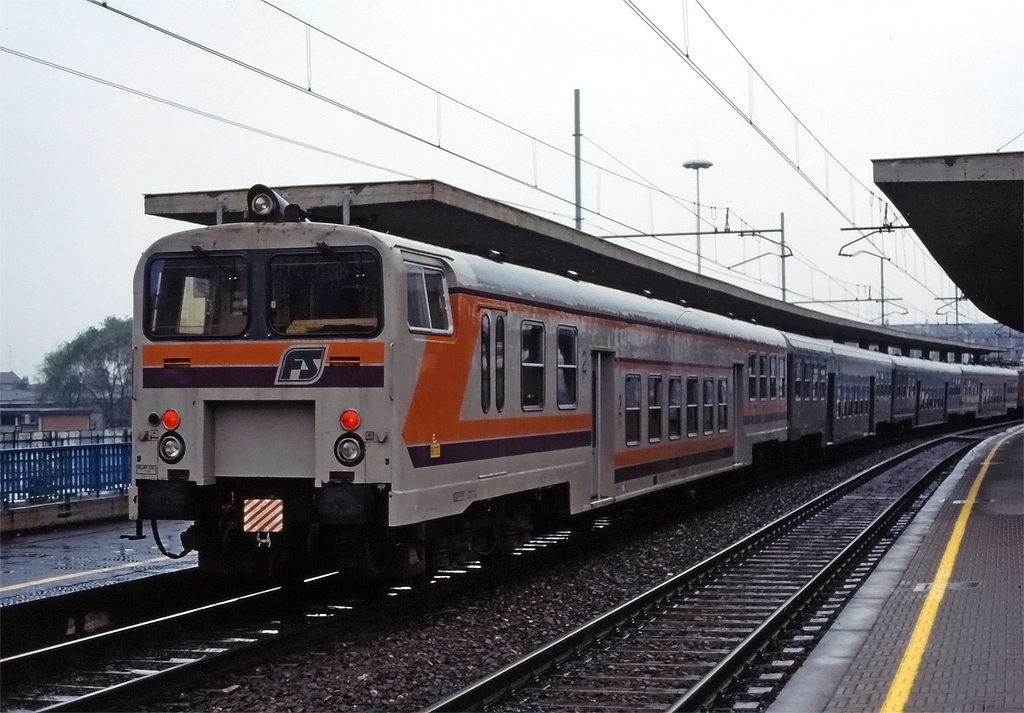

La locuzione rettangolo di Berna è una definizione tecnica diffusa in ambito ferroviario, che sta a indicare una condizione di sicurezza necessaria alla salvaguardia del personale di manovra, che prevede l'assenza di parti rigide in uno spazio delimitato all'estremità della carrozza o del carro merci, presso l'intercomunicante. Deve sempre essere considerato durante la progettazione dei veicoli ferroviari, e serve ad esempio per garantire che durante il movimento di un carro per l'aggancio ad un treno non vi sia una parte meccanica sporgente che vada ad invadere lo spazio dove il personale di manovra deve sostare per bloccare il gancio, rischiando di ferire la persona.
Quando due carri sono accoppiati tra loro in condizione operativa, con gli organi di aggancio in trazione, tra i due respingenti e l'accoppiamento stesso deve sempre trovarsi un volume cubico privo di intralci, dove il personale che opera sui ganci può trovare rifugio e spazio per svolgere le operazioni tecniche necessarie all'unione dei due mezzi: questo spazio è definito univocamente dalla normativa internazionale con la scheda (fiche) UIC numero 521, e ha forma di un parallelepipedo con un volume che deve avere il lato più lungo di almeno 400 mm (la direzione tra un respingente e il gancio di accoppiamento), profondità minima di 300 mm, e deve essere alto almeno 2 metri.
In genere in Europa il rispetto del rettangolo di Berna è una condizione essenziale per la sicurezza degli operatori ferroviari, e può essere derogato parzialmente solo in casi eccezionali e solo se l'accoppiamento tra veicoli è realizzabile in modo interamente automatico; per particolari carri merci che necessitano respingenti maggiorati l'autorità ferroviaria può concedere una deroga. I convogli domestici del Regno Unito non sono tenuti al rispetto del rettangolo, anche se oggi con l'estensione dell'interoperabilità si tende sempre più a richiedere anche questa caratteristica, seppur non obbligatoria. 